# Rusica pregnala grdinico iz lisičje hišice
Rusica pregnala grdinico iz lisičje hišice je rezijanska slovenska ljudska pripovedka. Povedala jo je Jelica v Borovičju, iz narečja pa jo je v knjižno slovenščino prevedel Milko Matičetov in jo izdal leta 1973 v zbirki Zverinice iz Rezije.

## Vsebina pripovedke
Glavna književna oseba botra lisica je imela mlade, katere je zapustila za nekaj časa, ker je odšla prat plenice v potok. Ko je prišla nazaj v svojo lisičino je videla male lisičice skrite pod klopjo in v lisičini grdinico. Hotela je odgnati grdinico, vendar ji ni uspelo in tako je žalostno in prestrašeno odšla. Na poti je srečala volka, kateri je tudi poskušal izgnati grdinico, vendar tudi on brez uspeha. Medtem ko sta žalostno hodila stran od lisičine, sta srečala medveda kateri se je ustavil in ju vprašal čemu jočeta. Ko je izvedel za grdinico jo je tudi on želel odgnati, vendar še preden je medved izrekel prvo besedo, že je grdinica zarenčala z jeznim glasom in medved je ves prestrašen odšel. Ko so vsi trije objokani srečali zajca in mu povedali za grdinico, se je sam odločil da če z grdo besedo ni šlo bo pa on poskusil na lep način opraviti z njo, vendar se je motil. Začel je lepo, vendar grdinica je tako zarenčala, da se je zajec na moč prestrašil in zbežal, da ga ni bilo več videti. Še kot zadnja pa poskusi z grdinico rusica in sicer z zvijačo. Prišla je za grdinico in jo dvakrat tako piknila, da je grdinica skočila pod ta veliki rob in si zlomila ta veliki zob.

## Analiza pripovedi
Pripovedovalec:
- tretjeosebni ali vsevedni

Glavna književna oseba:
- rusica

Stranske književne osebe:
- - grdinica
  - male lisice
  - volk
  - medved
  - zajec
  - lisica

Samo omenjene književne osebe:
- male lisice

Književni prostor:
- - Osoje
  - Kolundrin breg
  - njivaški potok
  - Kot na Njivi
  - Molovina
  - Golen
  - Ravna
  - Ožišče

Književno dogajanje:
- Izganjanje grdinice

Književni čas:
- ni znan

Slog:
- pomanjševalnice:
  - lisičica
  - lisičice
  - botrica
  - botrček
  - hišice
  - grdinica
  - zajček
  - hišica
- poosebitve ali personifikacija:
  - živali prevzamejo človeške lastnosti

Jezik:
- preprost
- razumljiv

Konec:
- srečen, rusica premaga grdinico z zvijačo

## Interpretacija literarnih likov
Rusica je glavni literarni lik v pripovedki. Predstavlja mravljo, ki je zelo pametna in iznajdljiva. Kljub svoji velikosti je tako pogumna in samozavestna, da se spopade z grdinico, katera je veliko večja od nje. V pripovedki nastopi zadnja in razreši celoten problem z ukano.
Grdinica predstavlja veliko zlobno pošast, katera je vztrajna in izkorišča svoj strašni videz za ustrahovanje ostalih kar ji tudi dobro uspeva. V tej pripovedki predstavlja glavno težavo, s katero se spopadajo vse prisotne živali.
Lisica je skrbna in vestna mati, katero zelo skrbi za njene male lisice in svojo hišico. Želi braniti svoje male, vendar pa nima dovolj moči in poguma, da bi uspela odgnati grdinico. Tako ona kot tudi volk, medved in zajec z jokom zapustijo hišico v kateri je grdinica.

## Analiza obravnavane pripovedke po Brunu Bettelheimu (psihoanalitična teorija)
Otroku pravljica ali pripovedka kaže pot k odkrivanju svoje identitete in poklicanosti. Tako pravljice na splošno kot tudi obravnavana pripovedka otroku sporoča, da je kljub težavam vsakomur dosegljivo prijetno in uspešno življenje samo, če se ne izmika tveganim bojem, brez katerih ne more nikdar doseči prave identitete. Ta pripovedka mu prav tako sporoča, če si bo upal podati na to strašno in naporno iskanje samega sebe, mu bodo priskočile na pomoč naklonjene sile in zato mu bo uspelo.
V pripovedki opazimo motiv o velikanovem sporu z navadno osebo, ki predstavlja lisico. Ta tema je skupna vsem kulturam, saj se otroci povsod bojijo oblasti, ki jo imajo nad njimi odrasli. Bruno Bettleheim pravi, da otroci dobro vedo, da se lahko, če nočejo ubogati ukazov odraslih, pred njihovo jezo obvarujejo na en sam način, tako da jih prelisičijo. Otroku je misel, da lahko premaga odraslega všeč, vendar hkrati v njem zbuja tesnobo in dvom, ali ga tako lahkoverni ljudje lahko ustrezno zaščitijo. Velikan pa je pravljično bitje, zato otrok lahko fantazira o tem, da ga bo prelisičil in premagal, ne da bi se bal, da bo izgubil svoje resnične odrasle zaščitnike. To prelisičenje pa izvede v pravljici rusica, katera po velikosti grdinici ne seže niti do peta.
Simbol ugrabitve je zaznati kot naselitev grdinice v lisičino, kjer prebivajo male lisice in do katerih ne spusti njihove mame lisice. Pri tem motivu gre za prisvajanje tujega bitja brez njegovega odobravanja in dokazovanje večvrednosti ugrabitelja, ki naj bi imel oblast nad dejanji.
Stranske osebe nimajo imen, ampak so označene kot posamezne živali: medved, zajec, lisica, volk. Glavni osebi pa sta imenovani kot grdinica in rusica. Dokaj jasno je, da tu ne gre za lastna imena, ampak predvsem za obča ali opisna imena.
Zlo je vedno kaznovano. Dobro in zlo se pojavljata v vsaki pripovedki in sta vzajemna, saj ni dobrega brez zla. To otroka tudi pouči, da mu v življenju ni vse z rožami postlano. Ta dvojnost med zlem in dobrim predstavlja moralni problem, katerega je potrebno razrešiti z nekim dejanjem, ki zahteva določen trud. Da imajo vse pravljice srečen konec, je razlog, da se zlo vedno izniči in na koncu prevlada dobro. Kar da otroku vedeti, da se zlo ne splača in dobra dejanja in ravnanja štejejo mnogo več in so bolj vredna. Vse to pa zbuja občutek za moralo.
Srečen konec pripovedke oziroma v tem primeru zmaga nad grdinico dovoli otroku, da se medtem ko se razvija zgodba, razkriva njegovo nezavedno, saj ve, da bo ne glede na to, kaj bo ugotovil, živel srečno do konca svojih dni.

## Analiza pripovedke po Vladimirju J. Proppu
Zgodba se odvija razmeroma v istem kraju, s tem da je omenjenih veliko različnih poti in krajev, po katerih živali hodijo. Po dogajanju sodeč so ti kraji bližnja okolica osrednjega dogajanja, saj se živali ob neuspešnem odganjanju grdinice jokajoč odpravijo na pot, na katero kmalu nekdo skoči in zopet se vrnejo nazaj. Stalno je opaziti vračanje na isti kraj in sicer v lisičino, kjer se odvija glavno dogajanje. Razvidni so  številni objekti in en subjekt in sicer objekte predstavljajo živali, ki se bojujejo s subjektom grdinico in jo hočejo izgnati iz lisičine, kjer bivajo male lisice. V pripovedki stalno potekajo spori z grdinico in razočaranja zaradi njene nesramnosti in neuvidevnosti.
Po Proppu poznamo 7 tipov oseb v pripovedki:
- Podlež: je v tej pripovedki grdinica, ki zasede lisičino v kateri so male lisice in ne pusti njihovi materi, da bi prišla do njih.
- Darovalec:  pri darovalcu je poosebljena pomoč, ki jo nudijo živali lisici.
- Pomočnik: pomočnikov je več in sicer volk, medved, zajec in rusica. Vsi pomagajo odganjati grdinico.
- Vrednoti: ljubezen lisice do svojih malih lisic in prijateljstvo med lisico in ostalimi živalmi, ki ji pomagajo.
- Pošiljatelj: ni konkretno določen in je v božjih oblikah. Njegova dejanja pa se odražajo v tem, da pošilja lisici stalno nove okrepitve.
- Junak: rusica, ki premaga grdinico z ukano.
- Lažni junak: potencial za junaka vidimo v zajcu, ki predlaga nekaj novega in sicer, da bo odšel v lisičino in uporabil lepo besedo pri izganjanju grdinice. Kmalu opazimo, da je zajec le lažni junak.

## Motivno-tematske povezave, primerjava z drugimi literarnimi deli
Motiv dobrega in zla: Sneguljčica, Pepelka, Rdeča kapica
Motiv kaznovanja zla: Volk in sedem kozličkov, Sneguljčica, Pepelka, O dveh bratih in velikanih
Motiv ljubezni: Trnuljčica, Robin Hood, Skokica in žabon Smolon
Motiv lisice: Lisica in petelin, Volk in lisica, Lisica in veverica, Tri botre lisičice

## Izdaje
- V zbirki Lutkovni oder so izšle Zverinice iz Rezije, med katerimi je tudi obravnavana pripovedka (založba Aristej, Maribor 2005)
- Babica pripoveduje: slovenske ljudske pripovedi; zbrala in uredila Kristina Brenkova,; založba Mladinska knjiga, Ljubljana, 1973 (ponatisi: 1980, 1982, 1984, 1987, 1992, 1996, 1998, 1999, 2001, 2005, 2006)